# 2604 Marshak
2604 Marshak је астероид главног астероидног појаса. Приближан пречник астероида је 14,9 ,
а средња удаљеност астероида од Сунца износи 2,387 астрономских јединица (АЈ).
Инклинација (нагиб) орбите у односу на раван еклиптике је 14,849 степени, а орбитални период износи 1347,555 дана (3,689 године). Ексцентрицитет орбите астероида износи 0,233.
Апсолутна магнитуда астероида износи 12,9 а геометријски албедо 0,055.
Астероид је откривен 13. јуна 1972. године.